# Finlands landskaber
Finlands landskaber (finsk: maakunta, svensk: landskap) er en administrativ inddeling af Finland, der indførtes i 1997. Historisk set havde landet været inddelt i 9 landskaber, men i ved omorganiseringen i 1997 indførtes en ny kommunalretslig enhed, der kaldtes sekundærkommuner eller landskaber. Og når man i dag taler om landskaber i Finland, er det disse 19 nye enheder, deriblandt Åland, der refereres til. Åland er selvstyrende. Östra Nyland (Itä-Uusimaa) blev indlemmet i landskabet Nyland 1. januar 2011.
Nedenfor er landskabernes navne angivet på svensk (med dets finske navn i parentes).
| - 1. Lappland (Lappi) - 2. Norra Österbotten (Pohjois-Pohjanmaa) - 3. Kajanaland (Kainuu) - 4. Norra Karelen (Pohjois-Karjala) - 5. Norra Savolax (Pohjois-Savo) - 6. Södra Savolax (Etelä-Savo) - 7. Södra Österbotten (Etelä-Pohjanmaa) - 8. Österbotten (Pohjanmaa) - 9. Birkaland (Pirkanmaa) - 10. Satakunda (Satakunta) - 11. Mellersta Österbotten (Keski-Pohjanmaa) - 12. Mellersta Finland (Keski-Suomi) - 13. Egentliga Finland (Varsinais-Suomi) - 14. Södra Karelen (Etelä-Karjala) - 15. Päijänne-Tavastland (Päijät-Häme) - 16. Egentliga Tavastland (Kanta-Häme) - 17. Nyland (Uusimaa) - 18. Kymmenedalen (Kymenlaakso) - 19. Åland (Ahvenanmaa) |
- Östra Nyland ("Itä-Uusimaa") (fra 1. januar 2011 indlemmet i landskabet Nyland igen)

Landskaberne ledes af råd, der virker som fora for samarbejde mellem kommunerne i landskabet. Landskabernes hovedopgaver er regional planlægning, erhvervsudvikling og uddannelse, og de repræsenterer dialektale, kulturelle og økonomiske forskelle bedre end lenene, der udelukkende er administrative inddelinger af centralregeringens opgaver.
Medlemmerne af de regionale råd udpeges normalt af kommunerne i landskabet. For tiden vælges kun medlemmerne i Kajanalands regionalråd ved folkeafstemning.

## Residensbyer, befolkning og areal
Indbyggertal er pr. 2003 og det forventede tal i 2030. Östra Nyland med byen Porvoo blev igen en del af Nyland 1. januar 2011.
| Landskab              | Residensby   | Indb. 2003 | Indb. 2030 | Areal (km²) | Indb./km² |
| --------------------- | ------------ | ---------- | ---------- | ----------- | --------- |
| Åland                 | Mariehamn    | 26.347     | 27.388     | 1.553,90    | 16,95     |
| Södra Karelen         | Lappeenranta | 136.301    | 127.435    | 5.326,37    | 23,7      |
| Södra Österbotten     | Seinäjoki    | 193.954    | 172.261    | 13.798,19   | 14,4      |
| Södra Savolax         | Mikkeli      | 162.296    | 140.304    | 12.651,54   | 10,5      |
| Kajanaland            | Kajaani      | 86.573     | 68.621     | 20.197,26   | 3,5       |
| Egentliga Tavastland  | Hämeenlinna  | 166.648    | 165.548    | 5.199,15    | 32,7      |
| Mellersta Österbotten | Karleby      | 70.584     | 62.870     | 5.019,98    | 13,5      |
| Mellersta Finland     | Jyväskylä    | 266.082    | 257.426    | 16.042,38   | 17        |
| Kymmenedalen          | Kotka        | 185.662    | 172.652    | 4.558,54    | 35,4      |
| Lappland              | Rovaniemi    | 186.917    | 162.300    | 92.673,82   | 1,9       |
| Birkaland             | Tampere      | 457.317    | 475.749    | 13.248,71   | 39,8      |
| Österbotten           | Vaasa        | 173.111    | 161.064    | 7.401,34    | 23,8      |
| Norra Karelen         | Joensuu      | 169.129    | 144.720    | 18.791,07   | 8,7       |
| Norra Österbotten     | Oulu         | 371.931    | 369.268    | 36.828,32   | 11,3      |
| Norra Savolax         | Kuopio       | 251.356    | 220.154    | 17.344,41   | 14,3      |
| Päijänne-Tavastland   | Lahti        | 198.434    | 193.330    | 5.713,72    | 35,9      |
| Satakunda             | Pori         | 234.777    | 214.599    | 7.821,14    | 27,4      |
| Nyland                | Helsinki     | 1.338.180  | 1.575.591  | 9.099,27    | 150       |
| Egentliga Finland     | Turku        | 452.444    | 474.547    | 10.666,06   | 42,3      |

## Landskabsvåbenskjolde
|                   |                     |               |            |                      |                       |                   |
| Södra Karelen     | Södra Österbotten   | Södra Savolax | Kajanaland | Egentliga Tavastland | Mellersta Österbotten |                   |
| Etelä-Karjala     | Etelä-Pohjanmaa     | Etelä-Savo    | Kainuu     | Kanta-Häme           | Keski-Pohjanmaa       |                   |
|                   |                     |               |            |                      |                       |                   |
| Mellersta Finland | Kymmenedalen        | Lappland      | Birkaland  | Österbotten          | Norra Karelen         | Norra Österbotten |
| Keski-Suomi       | Kymenlaakso         | Lappi         | Pirkanmaa  | Pohjanmaa            | Pohjois-Karjala       | Pohjois-Pohjanmaa |
|                   |                     |               |            |                      |                       |                   |
| Norra Savolax     | Päijänne-Tavastland | Satakunda     | Nyland     | Egentliga Finland    | Åland                 |                   |
| Pohjois-Savo      | Päijät-Häme         | Satakunta     | Uusimaa    | Varsinais-Suomi      | Ahvenanmaa            |                   |

## Historiske landskaber i Finland
- Egentliga Finland, fi. Varsinais-Suomi
- Lappland, Lappi
- Västerbotten, Länsi-Pohja
- Karelen, Karjala
- Österbotten, Pohjanmaa
- Satakunda, Satakunta
- Savolax, Savo
- Tavastland, Häme
- Nyland, Uusimaa
- Åland, Ahvenanmaa